# Metropolia di Kostroma

Mappa dell'oblast' di Kostroma.

La metropolia di Kostroma (in russo Костромская митрополия?) è una delle province ecclesiastiche che costituiscono la Chiesa ortodossa russa.
Istituita dal Santo Sinodo il 27 dicembre 2016, comprende l'intera oblast' di Kostroma nel circondario federale centrale.
È costituita da due eparchie:
- Eparchia di Kostroma
- Eparchia di Galič

Sede della metropolia è la città di Kostroma, il cui vescovo ha il titolo di "Metropolita di Kostroma e Nerechta".